# Чикаго (река)

Чикаго — река, проходящая через город Чикаго, включая и бизнес-центр города (известный как Чикаго-Луп).
Река сложилась не так давно — изначально река текла в озеро Мичиган, на берегу которого и расположен город (река впадала в озеро там, где сегодня примерно находится Мэдисон-стрит). Инженеры XIX века направили течение реки на юг, от озера Мичиган, в которое она ранее впадала, к бассейну реки Миссисипи. Это было сделано из соображений санитарии и чтобы избежать наводнений. Сегодня река протекает к западу от озера Мичиган. От центра города Чикаго река течёт на юг по Южному рукаву, через Чикагский санитарно-судовой канал впадает в реку Дес-Плейнс, далее в реку Иллинойс. Оттуда вода по Миссисипи, в итоге, достигает Мексиканского залива. Река судоходна и входит в Иллинойсский водный путь.

## Экология реки
Река Чикаго наиболее пострадала из-за промышленных районов, расположенных в Иллинойсе. В реке обитает несколько видов пресноводных рыб, очень много раков. Правительство штата Иллинойс выпустило предупреждения о том, что есть рыбу из реки опасно — она была заражена ртутью и т. д.

## Мосты
Первый мост через реку Чикаго был построен на северной ветви вблизи сегодняшней Кинзи-стрит в 1832 году. Второй мост, над южной ветвью вблизи Рэндолф-стрит, был добавлен в 1833 году. В конце XIX века под мостами были прорыты тоннели для обеспечения лучшей проходимости мостов и предотвращения «пробок» на них.
Первый разводной мост был построен через главный проход на Дирборн-стрит в 1834 году. На данный момент река Чикаго имеет 38 разводных мостов. Эти мосты различных типов, в том числе подъёмный (на цапфах), шерзер-лифт, мост-качели и мост вертикального лифта.

## День Святого Патрика и Чикаго

Празднование Дня Святого Патрика и традиционное окрашивание реки в 2009 году.

Река играет огромную роль в праздновании Дня святого Патрика. В рамках более чем 50-летней традиции города в Чикаго её полностью красят в зелёный цвет. Фактически событие происходит не обязательно в День святого Патрика: если 17 марта выпадает на будний день, то чаще всего реку красят в предстоящую ему субботу. Например, в 2009 году река была окрашена в субботу, 14 марта, в то время как День святого Патрика был во вторник, 17 марта.
Акция стала традиционной и ежегодной с 1962 года, но считается, что происхождение традиции имеет более ранние корни. Билл Кинг, администратор чикагского комитета «День святого Патрика», заявил, что «идея красить реку Чикаго в зелёный цвет первоначально возникла случайно, когда группа сантехников использовала краситель флуоресцеин для отслеживания производств, незаконно избавляющихся от веществ, которые загрязняли реку». Согласно другому мнению, первый раз река изменила свой цвет благодаря мэру Чикаго Ричарду Дж. Дэйли, который осознанно предложил использовать специальный зелёный краситель для тех же целей.
Сначала для окраски использовалось порядка 100 фунтов красителя на базе флуоресцеина, таким образом река оставалась зелёной в течение недели, а след красителя оставался заметен в течение месяца. В следующие годы организаторы уменьшили количество красителя, выведя чёткую зависимость — 25 фунтов красителя делают реку зелёной на 1 день. Тем не менее, применявшийся краситель на масляной основе ощутимо вредил окружающей среде и экологии реки. Общественность и экологические службы добились того, что с 1966 года Агентство по охране окружающей среды США запрещает использование флуоресцентов для этой цели. Вместо них с тех пор используются порошковые краски растительного происхождения — по заверению организаторов, совершенно безвредные. Ранее организаторы упоминали, что этот краситель можно по сути считать пищевым — по крайней мере, если человек употребит воду с красителем, то это не нанесёт никакого ущерба его здоровью и самочувствию.
Состав этой краски, имеющей оранжевый цвет до попадания в воду, строго охраняется. Для этой цели используются примерно 40 фунтов растительного красителя, которые меняют цвет реки на 5 часов. Процедура окраски стартует в 9.15 утра, и примерно через 45 минут река становится полностью зелёной.
Традиция раскрашивания водоёмов зелёным цветом на День святого Патрика распространилась по всему миру. Так, с 2009 года в соответствии с данной традицией по просьбе бывшей первой леди США Мишель Обамы (которая является уроженкой Чикаго) в честь празднования Дня Святого Патрика окрашивается вода фонтана возле Белого дома.

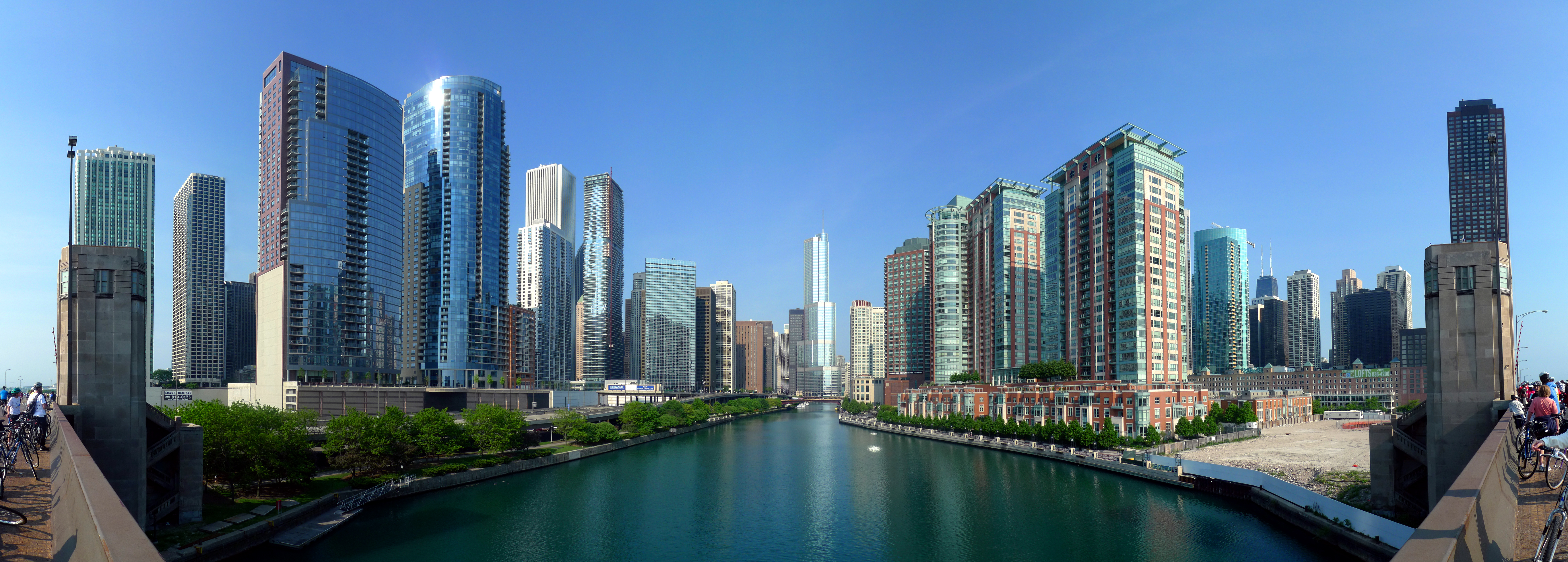
Вид на центр Чикаго с реки

## Галерея

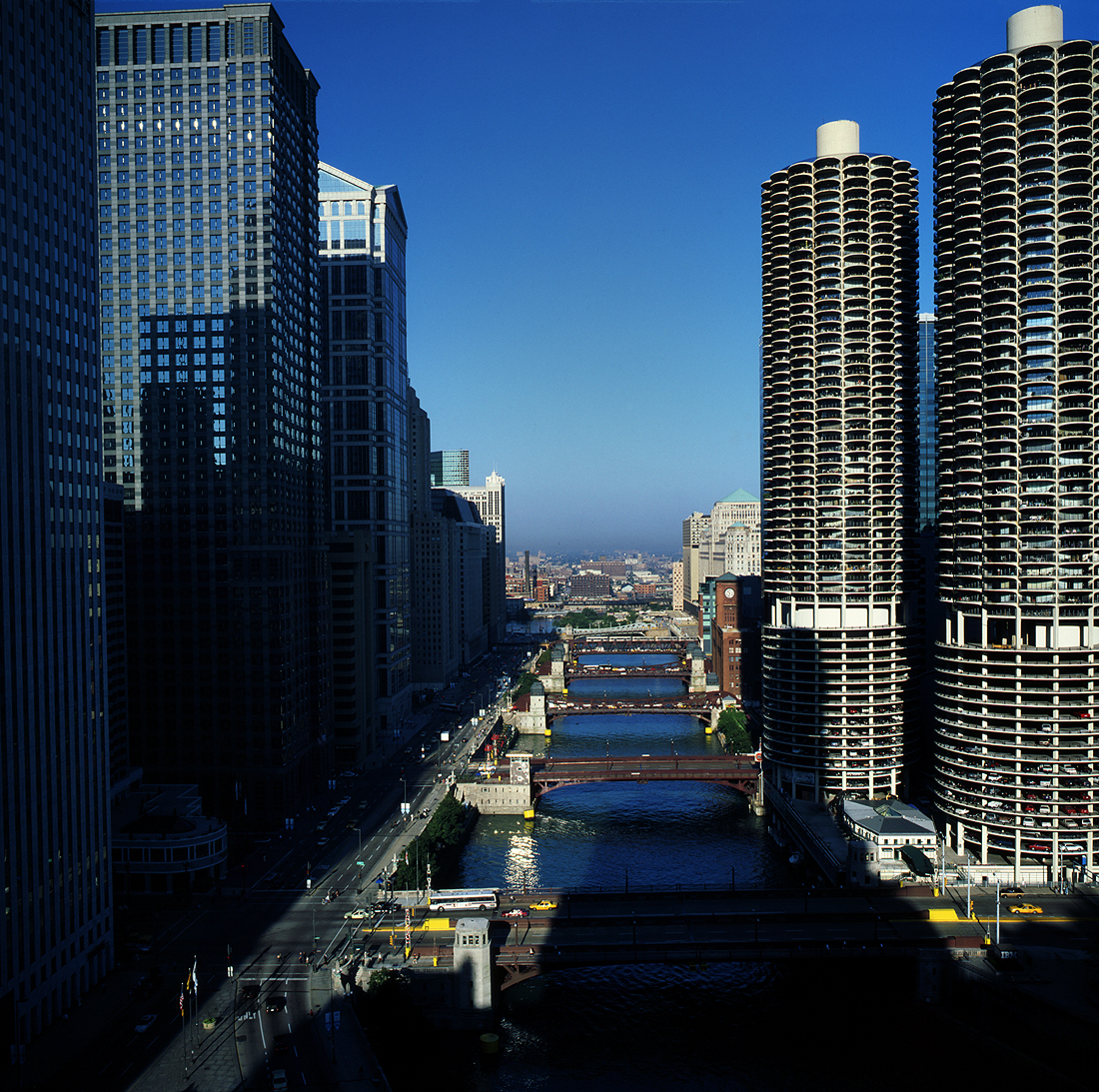
Река Чикаго возле отеля
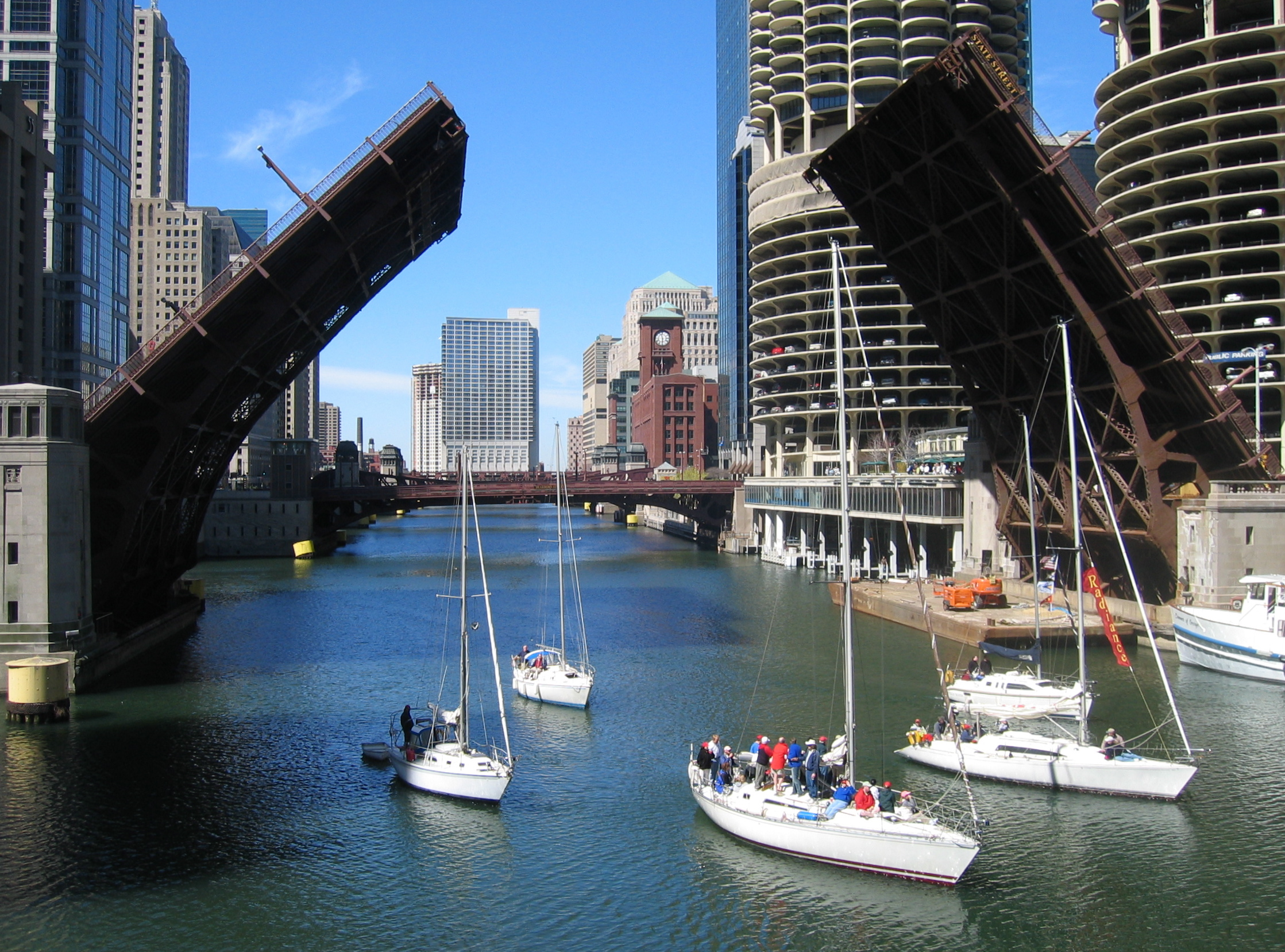
Разводной мост на реке
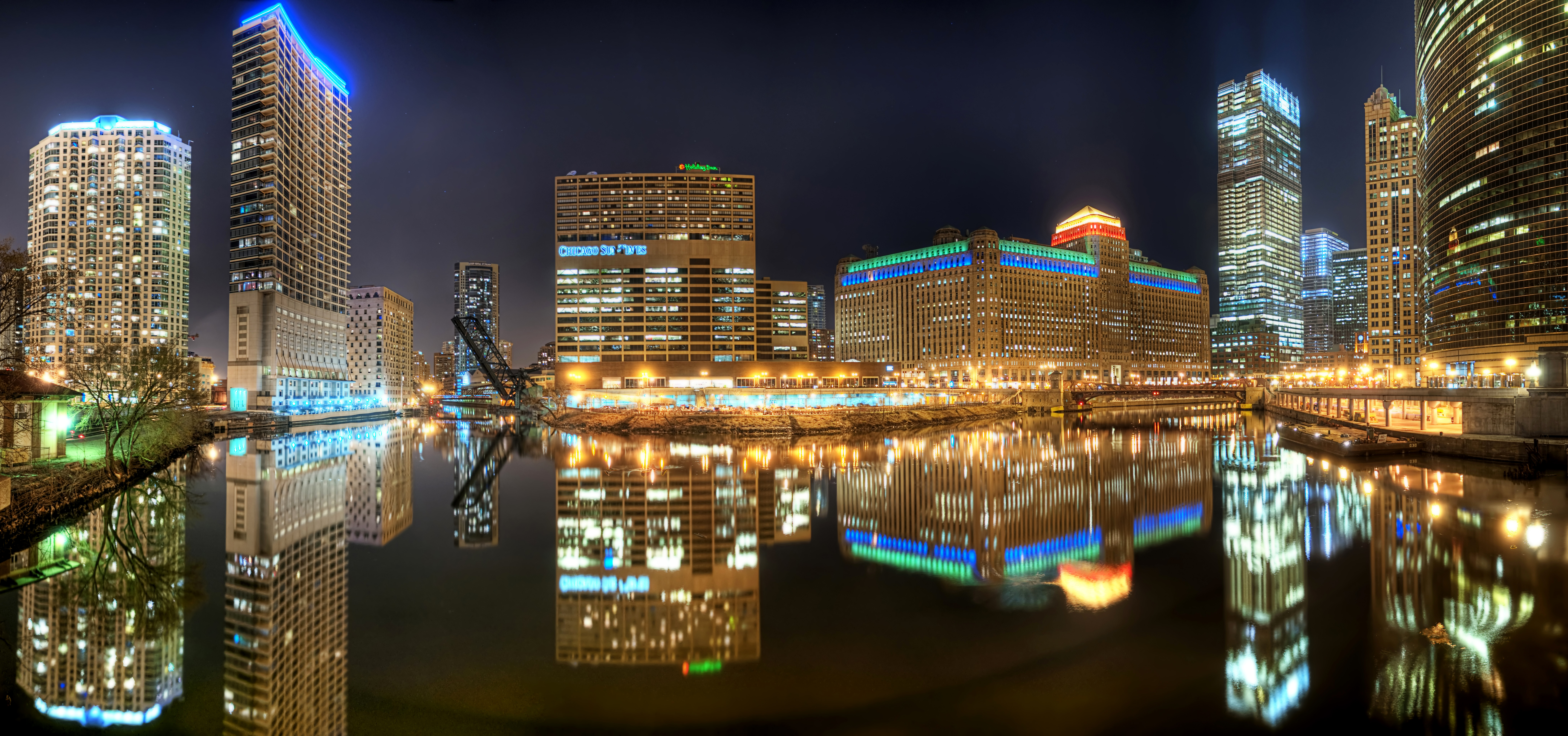
Вид с реки на Лэйк-стрит
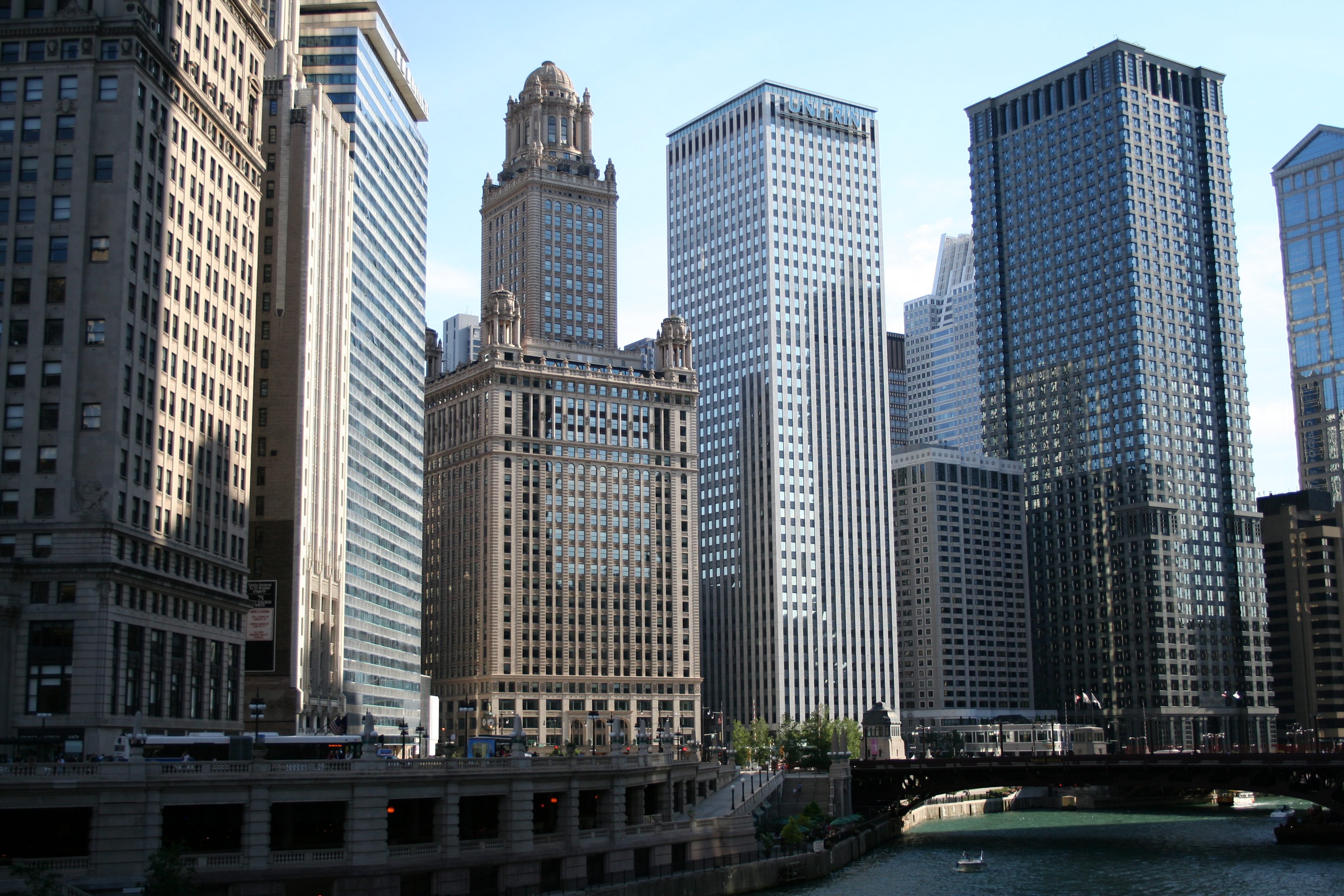
Вид на здания Чикаго с реки
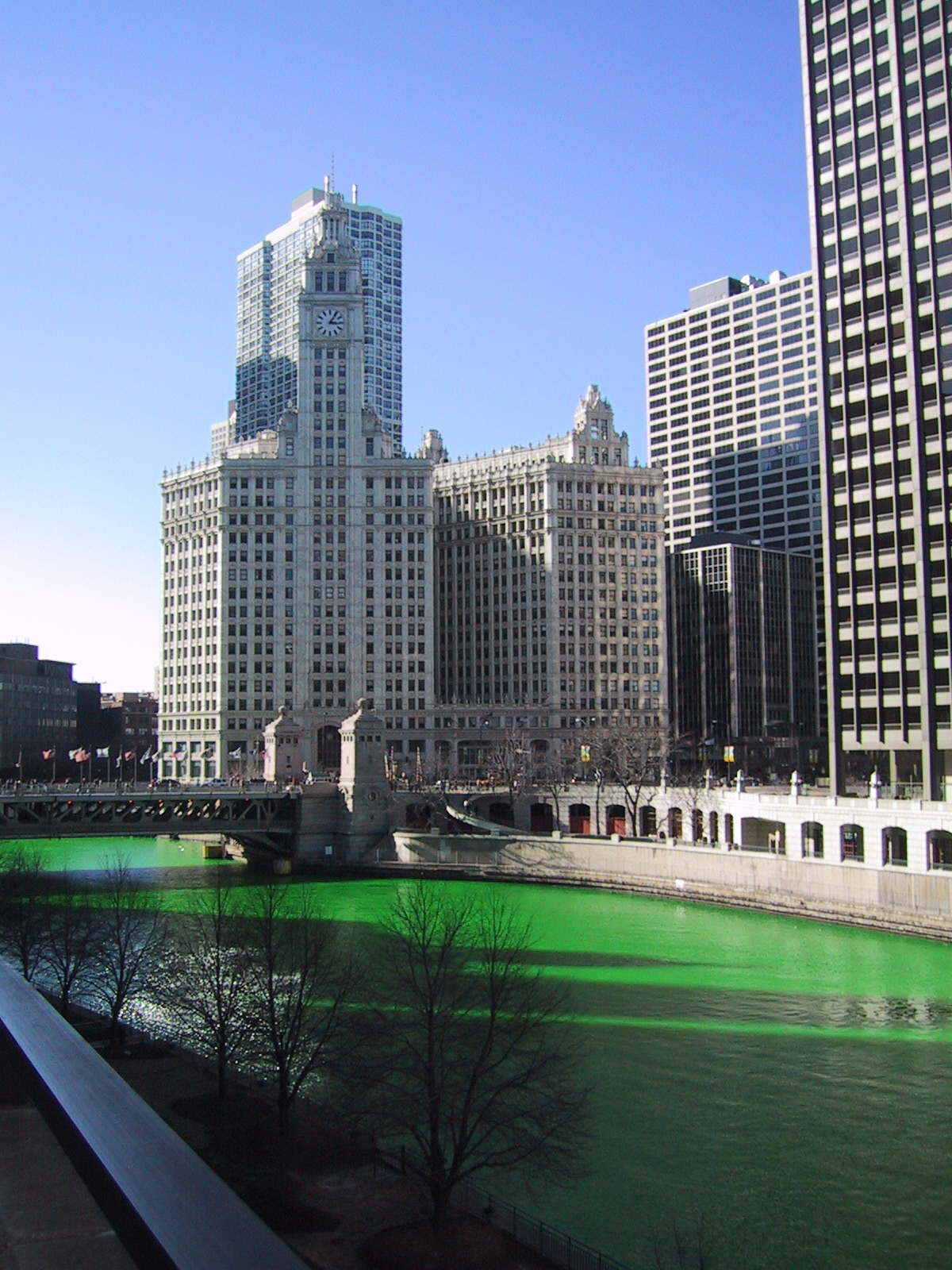
Празднование Дня святого Патрика